# Sächsische III K
| III K Baureihe 99.754  | III K Baureihe 99.754            | III K Baureihe 99.754            |
| ---------------------- | -------------------------------- | -------------------------------- |
| Nummerierung:          | 35–36 99 7541–7542               | 43–46 99 7543–7546               |
| Anzahl:                | 2                                | 4                                |
| Hersteller:            | Krauss                           | SMF                              |
| Baujahr:               | 1889                             | 1891                             |
| Ausmusterung:          | 1925–1926                        | 1925–1926                        |
| Bauart:                | C1'n2t                           | C1'n2t                           |
| Gattung:               | K 34.7                           | K 34.7                           |
| Spurweite:             | 750 mm                           | 750 mm                           |
| Länge über Kupplung:   | 8.980 mm                         | 9.000 mm                         |
| Höhe:                  | 3.000 mm                         | 3.000 mm                         |
| Breite:                | 1.986 mm                         | 1.986 mm                         |
| Gesamtradstand:        | 5.750 mm                         | 5.750 mm                         |
| Leermasse:             | 19,3 t                           | 20,4 t                           |
| Dienstmasse:           | 24,7 t                           | 26,3 t                           |
| Reibungsmasse:         | 18,6 t                           | 19,2 t                           |
| Achsfahrmasse:         | 6,2 t                            | 6,4 t                            |
| Höchstgeschwindigkeit: | 30 km/h                          | 30 km/h                          |
| indizierte Leistung:   | 195 PSi / 143 kW                 | 195 PSi / 143 kW                 |
| Anfahrzugkraft:        | 28,93 kN                         | 28,93 kN                         |
| Treibraddurchmesser    | 855 mm                           | 855 mm                           |
| Steuerungsart:         | Klose                            | Klose                            |
| Zylinderanzahl:        | 2                                | 2                                |
| Zylinderdurchmesser:   | 324 mm                           | 324 mm                           |
| Kolbenhub:             | 400 mm                           | 400 mm                           |
| Kesseldruck:           | 10 bar                           | 10 bar                           |
| Anzahl der Heizrohre:  | 97                               | 97                               |
| Heizrohrlänge:         | 3.500 mm                         | 3.500 mm                         |
| Rostfläche:            | 0,9 m²                           | 0,9 m²                           |
| Strahlungsheizfläche:  | 3,8 m²                           | 3,9 m²                           |
| Rohrheizfläche:        | 42,4 m²                          | 42,4 m²                          |
| Verdampfungsheizfläche | 46,26 m²                         | 46,29 m²                         |
| Lokbremse:             | Gegendampfbremse Wurfhebelbremse | Gegendampfbremse Wurfhebelbremse |
| Zugbremse:             | Heberleinbremse                  | Heberleinbremse                  |

Als Gattung III K (sprich: drei K) bezeichneten die Königlich Sächsischen Staatseisenbahnen dreifach gekuppelte Schmalspur-Stütztenderlokomotiven mit der Spurweite 750 mm. Die Deutsche Reichsbahn ordnete die Lokomotiven ab 1925 in die Baureihe 99.754 ein.

## Geschichte
In Sachsen wurden seit 1881 zahlreiche, teils krümmungs- und neigungsreiche Schmalspurstrecken eröffnet, deren Verkehrsaufkommen stetig zunahm. Die Leistung der zunächst eingesetzten I K reichte schon bald nicht mehr aus. Eine Alternative stellten Lokomotiven mit Klose-Triebwerk und Klose-Stütztender dar, wie sie von Krauss in Linz schon an die Bosnisch-Herzegowinischen Staatsbahnen und die k. u. k. Bosnabahn als Reihe IIIa4 geliefert wurden. 
Die Königl. Sächsischen Staatseisenbahnen bestellten daher Ende der 1880er Jahre zwei dieser leistungsstärkeren Lokomotiven. Im Frühjahr 1889 geliefert, ordnete man sie in die Gattung Kr Kl T K ein. Hierdurch wurden sie als Tenderlok (T) des Herstellers Krauss (Kr) mit 750 mm Spurweite (K) und Klose-Triebwerk (Kl) gekennzeichnet. Eine zweite Serie über vier Maschinen wurde 1891 von der Sächsischen Maschinenfabrik in Chemnitz gefertigt, welche die Gattungsbezeichnung H Kl T K erhielten. 1896 wurden alle sechs Lokomotiven als K III und ab 1900 als III K bezeichnet.
Die Lokomotiven bewährten sich, jedoch wurde aufgrund des wartungsintensiven Triebwerkes von einer weiteren Beschaffung zugunsten der ab 1892 gebauten Gattung IV K abgesehen. Vorteile gegenüber der IV K waren die größeren Vorräte und niedrigere Achsmasse. Die IV K waren anfangs für viele Strecken zu schwer, und die sparsame K.Sächs.Sts.E.B. baute die Strecken nur langsam auf stärkere Schienenprofile um. Erst um 1910 konnte daher die IV K die III K aus dem alleinigen Zugdienst verdrängen.
Mit Beginn des Ersten Weltkriegs wurden an die Heeresfeldbahn zahlreiche Lokomotiven der Gattungen I K und IV K abgegeben. Die III K waren somit wieder auf einigen Strecken alleine im Zugdienst eingesetzt. Die Heeresfeldbahn mietete 1917 vier Lokomotiven an und setzte sie in Serbien ein. Spätestens mit dem Kriegsende kamen aber alle Maschinen zurück nach Sachsen. Mit dem Eintreffen der ersten Lokomotiven der Gattung VI K und der Rückkehr anderer Lokomotiven von den Kriegseinsätzen wurden die III K allerdings nicht mehr für den Planeinsatz benötigt. Sie dienten fortan nur noch als Reserve. 
Alle Fahrzeuge wurden nach 1920 noch von der Deutschen Reichsbahn (DR) übernommen. In den Jahren 1922/23 wurden alle sechs Lokomotiven abgestellt. Im Jahr 1925 erhielten sie buchmäßig noch die neuen Nummern 99 7541 bis 99 7546, die nicht mehr angeschrieben wurden. Wenig später wurden die Lokomotiven ausgemustert und verschrottet. 
Die einst von Krauss nach Bosnien gelieferten Lokomotiven waren im Gegensatz dazu noch bis 1967 bei den Jugoslawischen Eisenbahnen (JŽ) als Reihe 189 im Einsatz, bis sie dort wegen des Umbaues der Strecken auf Normalspur nicht mehr benötigt wurden.

## Technische Merkmale
Als Dampferzeuger war ein in drei Schüssen gefertigter, genieteter  Langkessel eingebaut. Zur Kesselspeisung dienten zwei Injektoren der Bauart Friedmann.
Die Dampfmaschine war ein innenliegendes Zwei-Zylindertriebwerk mit außenliegender Stephenson-Steuerung, welches die mittlere Kuppelachse antrieb. Die Kraftübertragung auf die radial einstellbaren Kuppelachsen erfolgte mittels in der Länge einstellbaren Kuppelstangen der Bauart Klose. Die Radialeinstellung der 1. und 3. Kuppelachse und die Ansteuerung des Hebelparallelogramms an den Kuppelstangen erfolgten entsprechend dem Ausschwenkradius des Stütztenders über ein Hebelgestänge.
Die Abbremsung der Lokomotive erfolgte mittels Wurfhebelbremse, ergänzt durch eine Gegendampfeinrichtung. Als Zugbremse besaßen die Lokomotiven die Haspel für die Heberleinbremse.
Der Wasservorrat war in seitlichen Behältern untergebracht, die Kohle in einem Kasten hinter dem Führerhaus.
Im Vergleich zu den BHStB IIIa4 war der Kessel deutlich kleiner; die Höchstgeschwindigkeit betrug nur 30 km/h, und das Triebwerk wies etwas andere Abmessungen auf.

## Einsatz
Belegt ist der längere Einsatz der Gattung III K auf der im Erzgebirge gelegenen Schmalspurbahn Wolkenstein–Jöhstadt. Fast fabrikneu gelangten 1892 drei der von Hartmann gelieferten Maschinen (Nr. 43, 45, 46) dorthin. Mit einer Unterbrechung im Ersten Weltkrieg wurden die Lokomotiven dort bis 1922/23 im Zugverkehr verwendet. 
Zwei weitere Lokomotiven kamen ab 1891 auf der neigungsreichen Müglitztalbahn von Mügeln nach Geising-Altenberg zum Einsatz. Mit der Indienststellung der stärkeren IV K wurden die beiden Maschinen 1896 nach Mügeln (b Oschatz) abgegeben.
Auch auf den Strecken Cranzahl–Oberwiesenthal, Mosel–Ortmannsdorf, Grünstädtel–Oberrittersgrün, Hetzdorf–Eppendorf und im Thumer Netz waren zeitweise III K-Lokomotiven beheimatet.